# Latinamerikanere
Latinamerikanere (spansk: latinoamericanos, portugisisk: latino-americanos) er statsborgerne i de latinamerikanske lande. Latinamerikanske lande er multietniske og hjemsted for folk med forskellige etniske og nationale baggrunde. Derfor betragter nogle latinamerikanere ikke deres nationalitet som deres etnicitet, men de identificerer dem selv med både deres nationalitet og deres etniske oprindelse. Bortset fra indfødte amerikanere, så er alle latinamerikanere eller deres forfædre immigreret til Latinamerika i løbet af de sidste fem århundreder. Latinamerika har de største diaspora i verden af spaniere, portugisere, sorte afrikanere, italienere, libanesere og japanere. Der er omkring 650 mio. latinamerikanere (2013), hvoraf omkring 561 mio. lever i Latinamerika.
Den specifikke etnicitet og/eller racemæssige sammensætning varierer fra land til land. Mange lande har en overvægt af europæisk-indiansk, eller mestizo befolkning. I andre lande er der overvægt indfødte amerikanere. Nogle lande er primært befolket af indbyggere af europæisk oprindelse. I andre lande er indbyggerne primært mulatter. Forskellige sorte, asiatiske, og zambo (blandet sort og indfødt amerikaner) minoriteter ses også i de fleste lande. Hvide latinamerikanere er den største enkelte gruppe. Sammen med folk af delvist-europæisk oprindelse så udgør de 80 % af folketallet eller mere.
Latinamerikanere og deres efterkommere findes de fleste steder i verden, især i tætbefolkede byområder. De vigtigste migrationsdestinationer for latinamerikanere findes i USA, Spanien, Canada og Japan.